# Eugene S. Kraay
Eugene ("Geno") S. Kraay (Great Barrington, julho de 1949) é um ex-jogador de futebol americano, piloto de caça e autor.
Kraay participou da Academia da Força Aérea dos Estados Unidos, onde jogou em uma equipe de futebol americano em 1969. Ele se formou em 1971 e mais tarde se tornou um piloto de um Convair F-106 Delta Dart. Ele escreveu um romance, chamado de The Olympian: A Tale of Ancient Helles (2008), situado na Grécia antiga.